# Hugues de Surgères
Hugues de Surgères (v.1174-1212) est un membre de la noblesse aunisienne de la maison de Surgères. Il devient  vicomte-baillistre de Châtellerault de 1203 à 1212. Il décède lors d'une expédition en Orient pendant la cinquième croisade.

## Biographie[1]

### Famille
Hugues est le fils de Guillaume III Maingot (av. 1156-ap. 1174), sénéchal du Poitou et de sa seconde épouse, Aurengarde d'Exoudun (av. 1139-v. 1175), dite Ala, veuve d'Hugues le Brun (v. 1124-1169) de la maison de Lusignan.
Hugues a pour frères consanguins Guillaume IV Maingot, seigneur de Surgères, et Geoffroy de Surgères, fils de Guillaume III Maingot et de Berthe de Rancon (♰ av. 1174), elle-même fille de Geoffroy III de Rancon (♰ 1153), seigneur de Taillebourg,.
Il a également pour frères utérins Hugues IX le Brun (av. 1151-1219), seigneur de Lusignan, comte de la Marche, et Raoul Ier d'Exoudun (v. 1169-1219), comte d'Eu, ; descendants eux aussi de Geoffroy III de Rancon par leur grand-mère paternelle Bourgogne de Rancon (av. 1112-ap. 1169), sœur aînée de Berthe,.

### Vie politique

#### Le bail de Châtellerault
À la suite d'une révolte féodale menée par les Lusignan en Poitou aux côtés du jeune Arthur de Bretagne contre le roi Jean sans Terre, le vicomte de Châtellerault, Hugues III, est fait prisonnier à la bataille de Mirebeau en 1202. Mort en captivité en 1203, Hugues III et son épouse, Eustachie de Mauléon, laissent comme unique héritière : Clémence, âgée de deux ans. Hugues de Surgères se voit confier par Philippe II Auguste la régence de la vicomté de Châtellerault et la tutelle de son héritière,,,,.

#### Un alignement pro-capétien
En 1205, avec ses demi-frères Lusignan et plusieurs seigneurs poitevins, Hugues assiège le donjon de Niort tenu par Savary de Mauléon, sénéchal de Jean sans Terre en Poitou et oncle maternel de Clémence de Châtellerault, mais sans succès,.
Le 26 octobre 1206 à Thouars, Hugues de Surgères et son demi-frère Raoul Ier d'Exoudun, comte d'Eu, sont garants de la trêve que le roi de France conclue avec Jean Sans Terre,.
Hugues de Surgères est un partisan du roi de France Philippe II Auguste. Il lui prête hommage en 1209, alors que sa famille paternelle est dévouée à la cause du souverain anglais en échange des largesses accordées par Aliénor d'Aquitaine,.

### Croisade et décès
En 1211, Hugues de Surgères se fait croisé, entreprend un pèlerinage en Terre Sainte et décède à Saint-Jean-d'Acre en 1212,,. À sa mort, Philippe II Auguste transfère la charge de baillistre de la vicomté de Châtellerault à Raoul Ier d'Exoudun,.

## Union et descendance
Aucune union matrimoniale ni aucune descendance ne lui sont connues. André Du Chesne puis Louis Vialart lui donnent comme épouse Aenor, sœur d'Hugues III de Châtellerault, ce qui tente à expliquer sa fonction de baillistre, mais sans preuve aucune,.

## Sceaux et Armoiries

### Sceau [1208]
Avers : Rond, ? mm,,.
Description : Écu fretté de vair au lambel de cinq pendants.
Légende : ✠ S VGONIS • SVRGERII............VDI
Légende transcrite : Sigillum Ugonis de Surgerii......... udi.

### Sceau [1211]
Avers : Rond, 60 mm,,,,.
Description : Écu fretté au lambel de 5 pendants.
Légende : ✠ S HVGONIS DE …... IAIRA …...
Contre-sceau : Rond, 35 mm,,,,.
Description : Écu parti à dextre fretté au lambel de deux pendants (Surgères), et à senestre burelé de treize pièces au lambel de deux pendants (Eu-Lusignan).
Légende : SECR ETUM

### Armoiries [1208]
| Blason | Blasonnement : Écu de gueules fretté de vair au lambel de cinq pendants d'argent Commentaires : Blason d'Hugues de Surgères, d'après l'empreinte d'un sceau de 1208 dessinée par Louis Boudan au XVIIe siècle pour Roger de Gaignières. |

Références,,

### Armoiries [1211]
| Blason | Blasonnement : Écu de gueules fretté d'argent au lambel de cinq pendants du même Commentaires : Blason d'Hugues de Surgères, d'après l'empreinte d'un sceau de 1211 dessinée par Dom Fonteneau au XVIIIe siècle. |

Références,,,,
| Blason | Blasonnement : Écu mi-parti, à dextre de gueules fretté d'argent au lambel de deux pendants du même, et à senestre burelé d'argent et d'azur de treize pièces au lambel de deux pendants de gueules Commentaires : Blason d'Hugues de Surgères, d'après l'empreinte d'un contre-sceau de 1211 dessinée par Dom Fonteneau au XVIIIe siècle. |

Références,,,,

## Sources et bibliographie